# Élections municipales partielles françaises de 1977
Des élections municipales partielles ont lieu en 1977 en France.